# Slayers - Le terme di Mipross
Slayers - Le terme di Mipross (スレイヤーズ?, Sureiyāzu) conosciuto anche come Slayers Perfect è un film d'animazione del 1995 diretto da Hiroshi Watanabe.
Il soggetto è tratto dalla serie televisiva Slayers, e la casa di produzione è la giapponese J.C.Staff su commissione di Kadokawa Shoten / Bandai Visual.
L'edizione italiana a cura della Yamato Video è stata pubblicata nel 1999 ed è stata trasmessa per la prima volta in televisione sull'emittente televisiva Man-ga il 10 settembre 2011.

## Trama
Lina e Naga ottengono da dei banditi i biglietti per un tour delle sorgenti calde dell'Isola di Mipross, che però scoprono piagata da banditi e furfanti e le cui decantate sorgenti calde si rivelano un falso. Nel frattempo Lina viene ripetutamente visitata in sogno da un vecchio insistente che racconta dell'amore tra un eroico ragazzo (Raudy) ed una giovane elfa (Meliroon), interrotto tragicamente dall'apparizione di un demone (Joylock) che distrugge la città degli elfi ed uccide Meliroon. Lina e Naga ripuliscono la città dei delinquenti che si recano a consegnare al re, che si rivela essere il vecchio dei sogni di Lina (Raudy invecchiato). Il Re chiede a Lina di intervenire contro Joylock che pare ritornato e stia di nuovo seminando la distruzione nella parte settentrionale dell'isola. Lina inizialmente e riluttante, ma in cambio della promessa del segreto della posizione di una sorgente d'acqua calda che faccia ingrandire il seno interviene contro il demone. Joylock si rivela molto più potente del previsto, ma alla fine utilizzando il suo potente Dragon Slave riesce ad eliminarlo.

## Colonna sonora
Sigla di chiusura
- Midnight Blue cantata da Megumi Hayashibara